# Нарутович, Габриэль

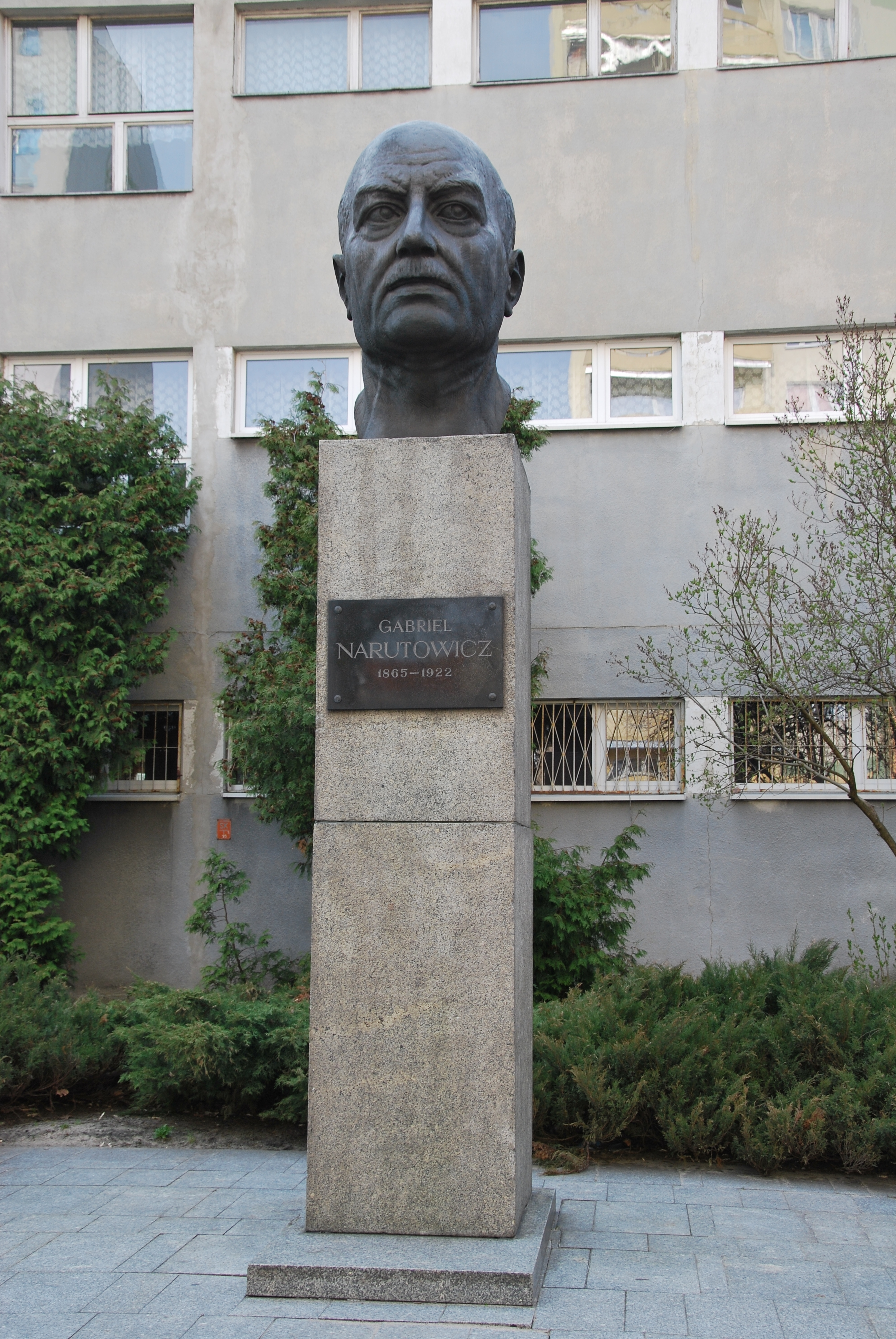
Памятник Габриэлю Нарутовичу в Лодзи.

Га́бриэль Наруто́вич (пол. Gabriel Narutowicz; 17 марта 1865, Тельшяй, Ковенская губерния (ныне — Литва) — 16 декабря 1922, Варшава) — польский государственный деятель, первый президент Польши, занимал пост всего 5 дней, с 11 декабря (избран 9) по 16 декабря 1922 года. Был застрелен на художественной выставке в Варшаве экстремистом Элигиушем Невядомским.

## Биография

### Семья
Родился 17 марта 1865 года в городе Тельши (ныне Тельшяй) Ковенской губернии, отец Ян Нарутович (1820—1866) — участник польского восстания 1863 года, брат Станислав участвовал в провозглашении независимой Литвы в 1918 году.

### Политика
Профессор Технологического института в Цюрихе, гидроинженер. Габриэль Нарутович, в молодости связанный с партией «Пролетариат», присутствовал в польской политике с 1919 года как беспартийный депутат; был министром общественных работ, затем иностранных дел. Избран на пост президента республики Сеймом, после чего ему передал власть начальник государства маршал Юзеф Пилсудский. Примечательно, что одним из кандидатов был другой учёный — знаменитый российско-польский лингвист И. А. Бодуэн де Куртенэ.

### Избрание президентом
В результате парламентских выборов в ноябре 1922 года из 444 мест Сейма правоцентристская группировка получила 220 мандатов, левые — 97, национальные меньшинства — 89, другие — 38. Также в Сенате большинство из 111 мест принадлежало правым.
На пост президента было выдвинуто пять кандидатов:
- Ян Нецислав Бодуэ́н де Куртенэ́ — кандидат от национальных меньшинств.
- Игнацы Дашинский — кандидат, выдвинутый социалистической партией.
- Габриэль Нарутович — беспартийный кандидат, выдвинутый польской крестьянской партией «Освобождение».
- Станислав Войцеховский — кандидат, выдвинутый польской крестьянской партией «Пяст».
- Маврикий Замойский — кандидат от правых.

На пост президента Польской Республики 9 декабря 1922 был избран Габриэль Нарутович, получивший 289 из 555 голосов депутатов и сенаторов Национального собрания. В последнем туре выборов Нарутович получил 56 % голосов Собрания в то время как Замойский, располагая только голосами правых — меньше 44 % голосов.
Сразу же после выборов, около 8 часов пополудни, премьер-министр Юлиан Новак, маршал Сейма — Мацей Рaтaй и маршал Сената — Войцех Тромптшиньский отправились к Нарутовичу, находившемуся во дворце Брюля, чтобы сообщить ему о выборе Собрания и узнать, принимает ли он своё избрание. На это Нарутович ответил, что подчинение воле Национального собрания является его гражданским долгом, и своё избрание на высший пост в стране он принимает.
Поскольку избрание Нарутовича было поддержано левыми и коалицией национальных меньшинств (евреев, украинцев, беларусов, литовцев, немцев и так далее), сразу же против него была развёрнута агрессивная кампания националистов, объявивших его «президентом евреев», «не знающим польского» и тому подобным образом.

### Убийство

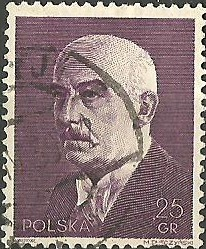
Габриэль Наруто́вич. Почтовая марка Польши. 1938 год

16 декабря 1922 года новоизбранный президент был застрелен на художественной выставке в Варшаве экстремистом Элигиушем Невядомским — критиком-модернистом и художником, придерживавшимся крайне правых взглядов. Невядомский был приговорён к смертной казни и расстрелян 31 января 1923 года в Варшавской цитадели. На похоронах убийцы присутствовало 10 тысяч человек, и националисты объявили его мучеником.
Гибель Нарутовича усилила политическую нестабильность в стране и скепсис Пилсудского по отношению к республиканским властям; возникший кризис закончился Майским переворотом 1926 года.
На похороны президента Юлиан Тувим написал обличительное стихотворение:

Крест несли на груди, а револьвер в кармане,
В пакте были вы с Богом, в союзе с бандитом.
Вы с гримасою смеха, в стыде, в содроганье,
Встаньте, глупые, к окнам! глядите! глядите!..
(перевод А. Суркова)
Судьба Нарутовича легла в основу фильма Ежи Кавалеровича «Смерть президента» (1977).